# Giandro Sambo
Giandro Sambo (Den Helder, 28 augustus 2006) is een Nederlands voetballer die doorgaans als aanvaller speelt. Hij komt uit voor Heracles Almelo.

## Clubcarrière
Sambo werd door Ajax gescout bij het Alkmaarse AFC '34. Hij speelde vijf jaar in de jeugdopleiding van Ajax, waarna hij nog een jaar bij de FC Twente / Heracles Academie speelde. Op 10 augustus 2024 tekende Sambo zijn eerste profcontract voor Heracles Almelo. Hij debuteerde voor het eerste elftal in de eerste speelronde van het seizoen 2024/25, tegen Sparta Rotterdam (0-0). Hij mocht in de 83e minuut invallen voor Juho Talvitie.

## Interlandcarrière
Sambo is jeugdinternational van Curaçao. Met de Onder 17 speelde hij drie vriendschappelijke interlands, waarbij hij één keer scoorde tegen Guatemala.

## Statistieken
| Seizoen | Club            | Competitie | Competitie | Competitie | Beker | Beker | Overig | Overig | Totaal | Totaal |
| Seizoen | Club            | Competitie | Wed.       | Dlp.       | Wed.  | Dlp.  | Dlp.   | Dlp.   | Wed.   | Dlp.   |
| ------- | --------------- | ---------- | ---------- | ---------- | ----- | ----- | ------ | ------ | ------ | ------ |
| 2024/25 | Heracles Almelo | Eredivisie | 2          | 0          | 0     | 0     | 0      | 0      | 2      | 0      |
| Totaal  | Totaal          | Totaal     | 2          | 0          | 0     | 0     | 0      | 0      | 2      | 0      |

Bijgewerkt op 16 juni 2025.